# Jüdische Trauerhalle (Třebíč)

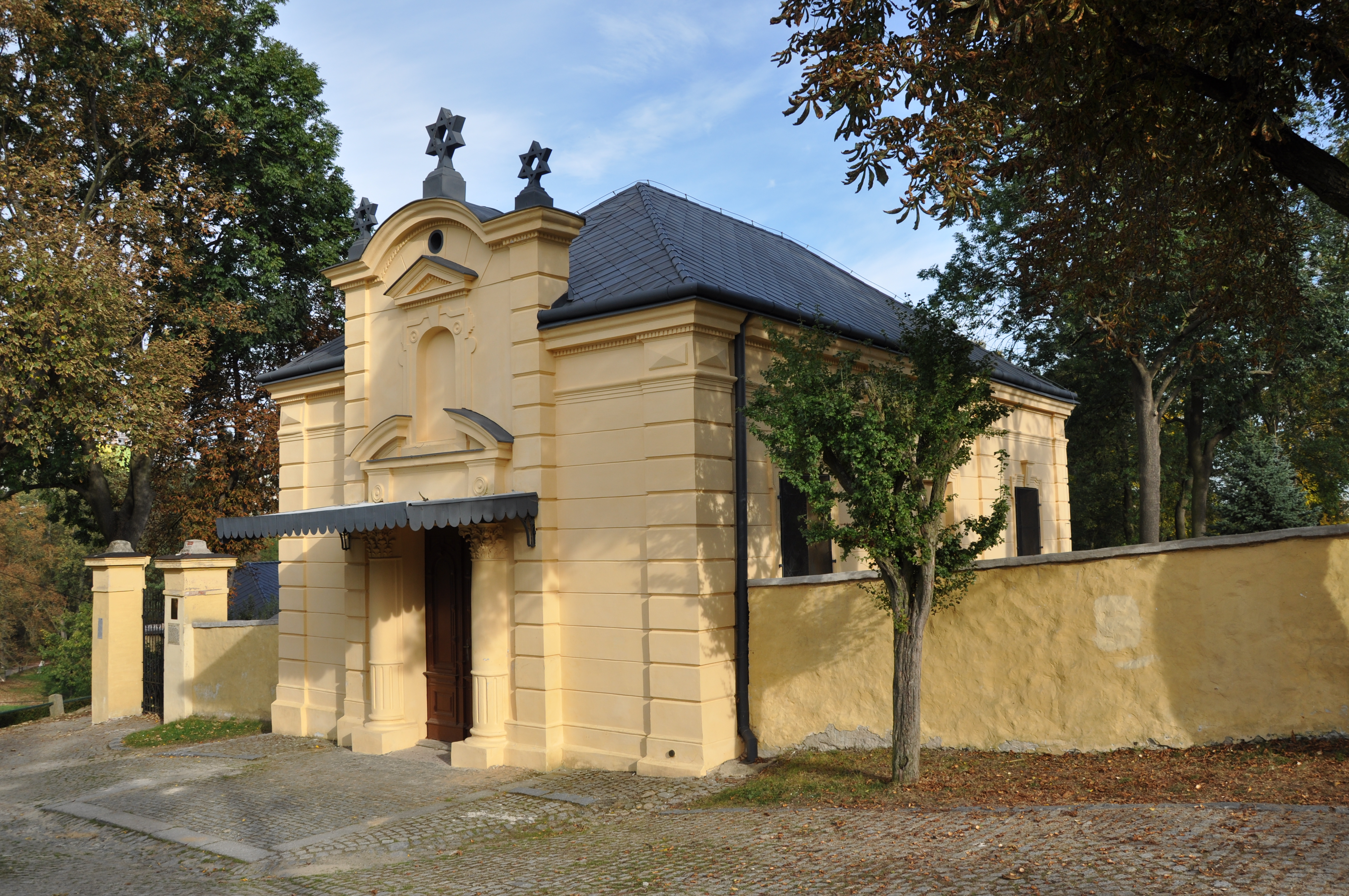
Trauerhalle auf dem jüdischen Friedhof in Třebíč

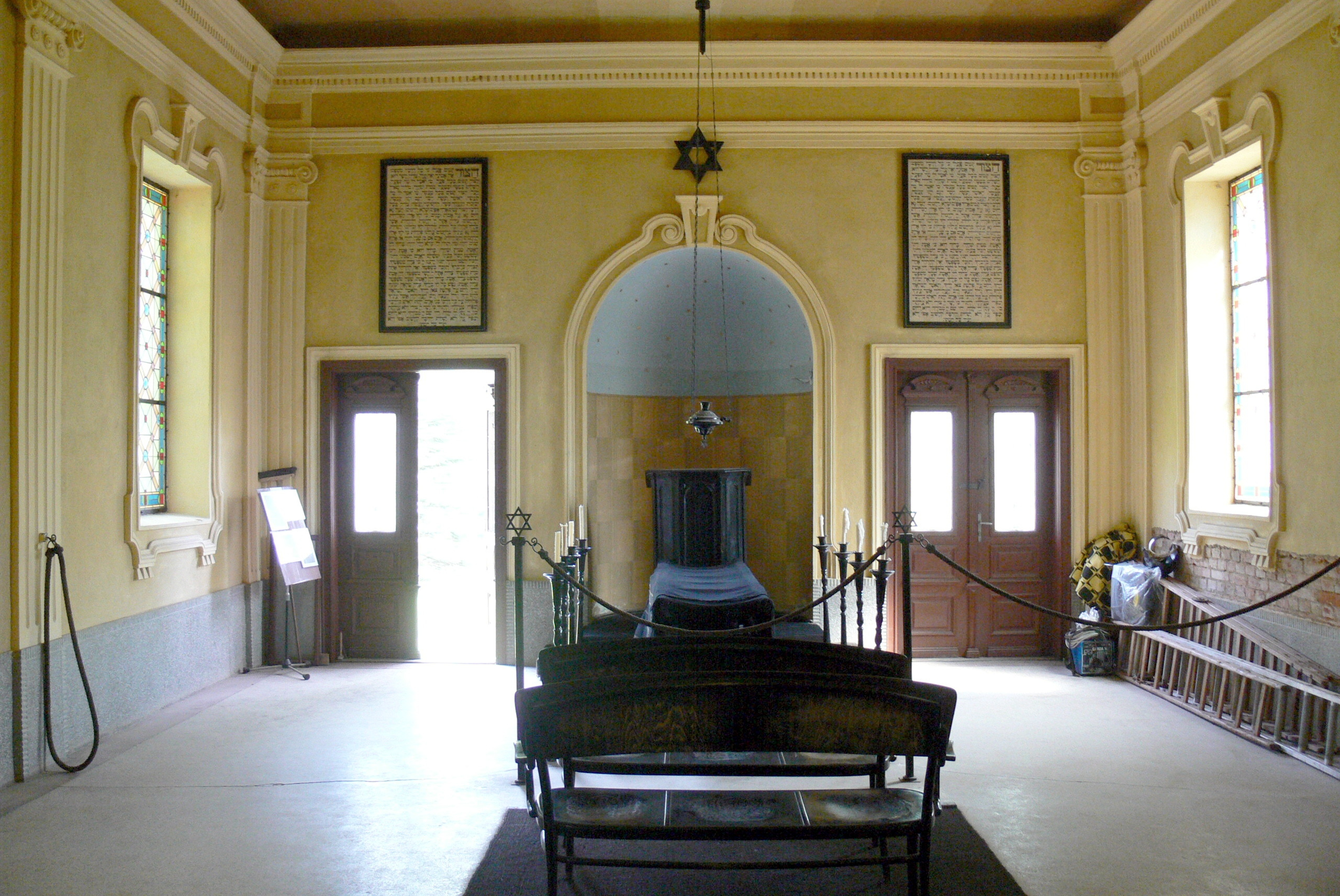
Innenansicht

Die Jüdische Trauerhalle in Třebíč (deutsch Trebitsch), einer Stadt im Okres Třebíč in Tschechien, wurde 1903 errichtet. Die Trauerhalle ist als Teil des Jüdischen Friedhofs in Třebíč seit 1988 ein geschütztes Kulturdenkmal.
Die Trauerhalle im Stil des Neoklassizismus besitzt eine Portalzone mit gesprengtem Giebel.